# Missões diplomáticas de Uganda

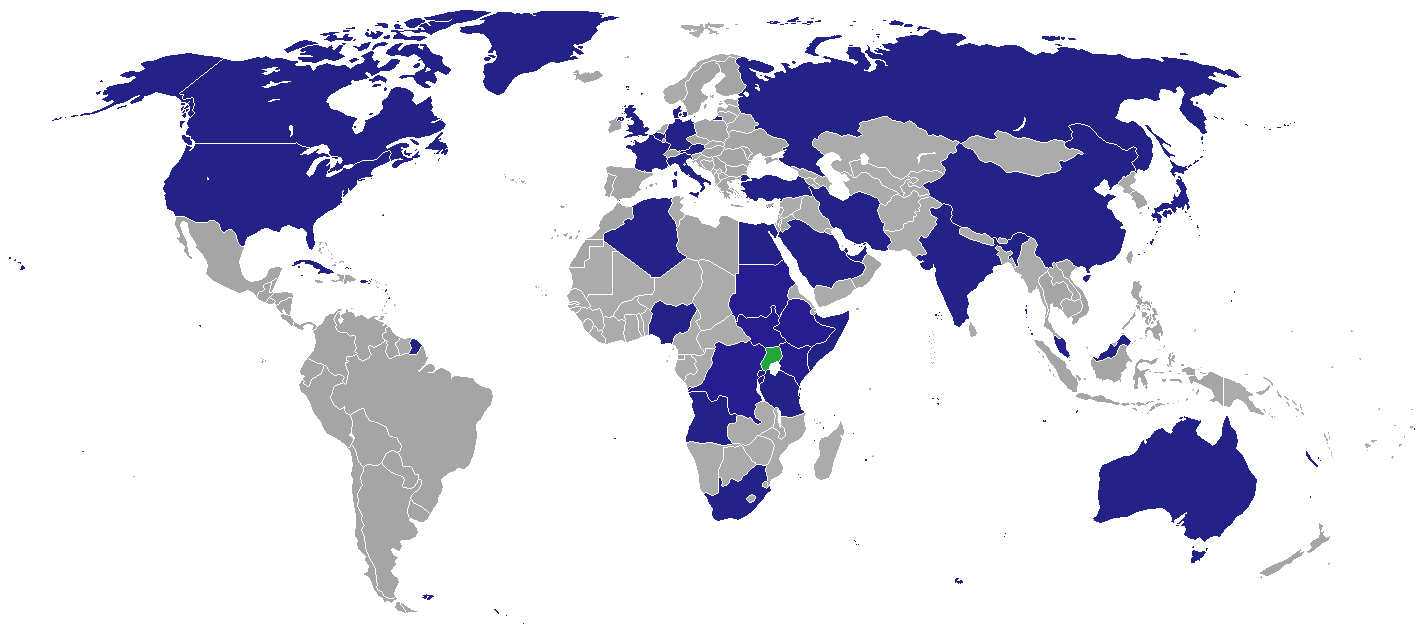
Missões diplomáticas de Uganda.

Abaixo estão listadas as embaixadas e/ou consulados de Uganda:

## Europa

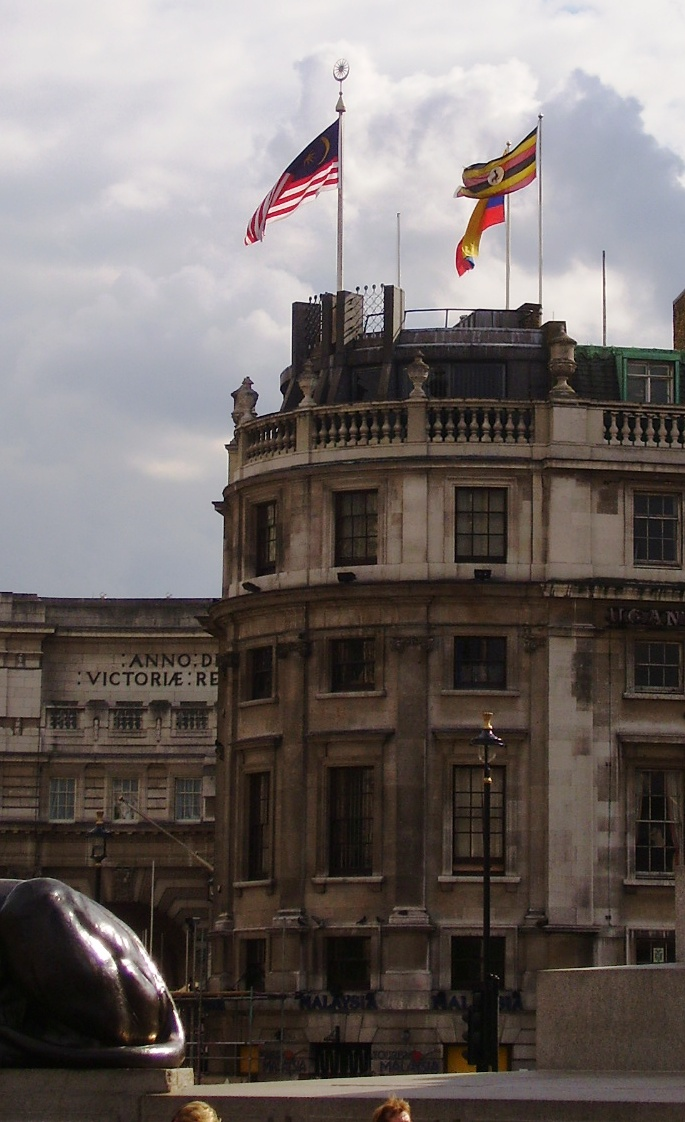
Alta comissão de Uganda em Londres, Reino Unido.

- Bélgica
  - Bruxelas (Embaixada)
- Dinamarca
  - Copenhague (Embaixada)
- França
  - Paris (Embaixada)
- Alemanha
  - Berlim (Embaixada)
- Itália
  - Roma (Embaixada)
- Rússia
  - Moscou (Embaixada)
- Reino Unido
  - Londres (Alta comissão)

## América do Norte

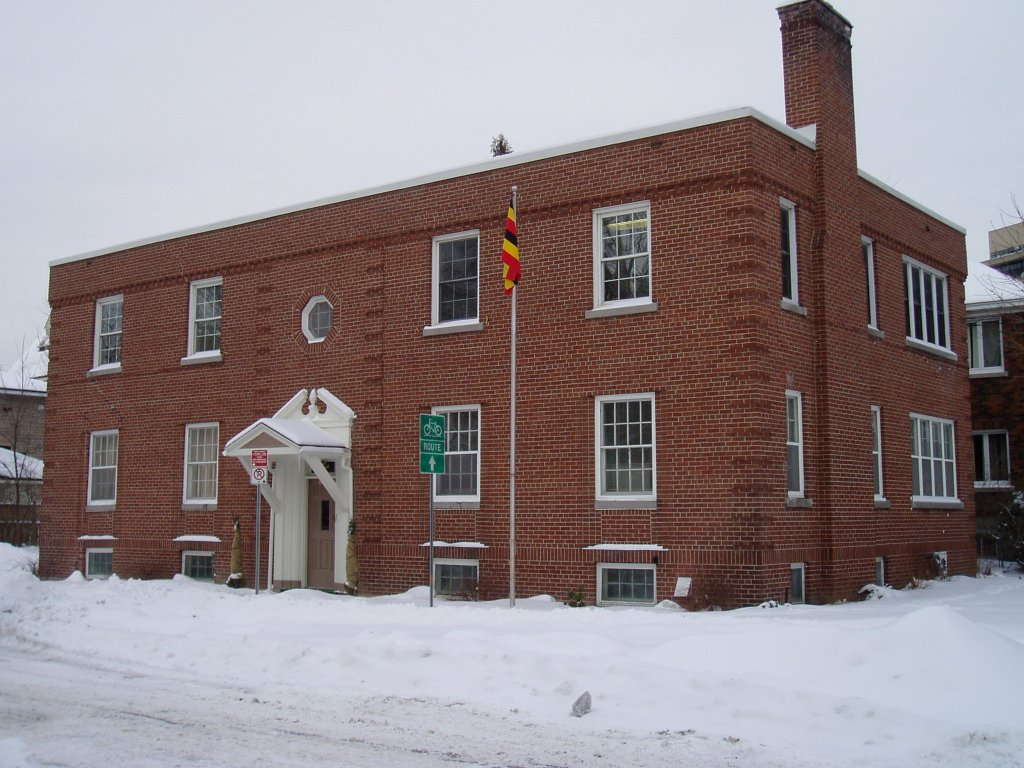
Alta comissão de Uganda em Ottawa, Canadá.

- Canadá
  - Ottawa (Alta comissão)
- Estados Unidos
  - Washington DC (Embaixada)

## Oriente Médio
- Irão
  - Teerã (Embaixada)
- Arábia Saudita
  - Riad (Embaixada)

## África
- África do Sul
  - Pretória (Alta comissão)
- Egito
  - Cairo (Embaixada)
- Etiópia
  - Adis-Abeba (Embaixada)
- Quênia
  - Nairóbi (Alta comissão)
- Líbia
  - Trípoli (Embaixada)
- Nigéria
  - Abuja (Alta comissão)
- República Democrática do Congo
  - Kinshasa (Embaixada)
- Ruanda
  - Kigali (Embaixada)
- Sudão
  - Cartum (Embaixada)
  - Juba (Consulado)
- Tanzânia
  - Dar es Salaam (Alta comissão)

## Ásia
- China
  - Pequim (Embaixada)
- Índia
  - Nova Délhi (Alta comissão)
- Japão
  - Tóquio (Embaixada)

## Oceania
- Austrália
  - Camberra (Alta comissão)

## Organizações multilaterais
- Adis-Abeba (Missão permanente de Uganda ante a União Africana)
- Bruxelas (Missão permanente de Uganda ante a União Europeia)
- Genebra (Missão permanente de Uganda ante as Nações Unidas e outras organizações internacionais)
- Nova Iorque (Missão permanente de Uganda ante as Nações Unidas)